# Listy (Sydoniusz Apolinary)
Listy – zbiór listów w języku łacińskim autorstwa Sydoniusza Apolinarego z lat 469–482.
Sydoniusz Apolinary należał do czołowych twórców galo-rzymskich żyjących w V w. n.e. Działał na terenie południowej Galii. Jako członek arystokracji zdobył wszechstronne wykształcenie. W czasach Sydoniusza załamywało się w Galii panowanie Cesarstwa Rzymskiego – w granice Galii przedostawały się i osiadały plemiona barbarzyńskie, takie jak Wizygoci, Burgundowie, Alanowie, Frankowie, pustosząc ziemie i zyskując coraz większą niezależność.
Sydoniusz swoje listy opublikował w IX księgach (przyjmuje się, że księga I przypada na rok 469, zaś IX – rok 482). Listy kierowane były do przedstawicieli arystokracji oraz biskupów, aczkolwiek przed publikacją zostały przez autora gruntownie przeredagowane, stając się osobnymi utworami literackimi. Osoby adresatów stały się pretekstem do zaprezentowania umiejętności literackich Sydoniusza, np. w opisach posiadłości ziemskich czy podróży.
Listy stanowią jedno w ważniejszych źródeł informacji na temat życia w Galii u schyłku cesarstwa. Zawierają wzmianki o innych twórcach działających ówcześnie w Galii (Domnulus, Lamprydiusz, Sewerianus), których dzieła w większości nie dochowały się do czasów współczesnych. Przekazują informacje dotyczące rozwoju chrześcijaństwa w Galii, idylliczny obraz życia na wsi, ale też niepokoje związane z napływem barbarzyńców. 
W listach Sydoniusz przedstawia ówczesny wzorzec wychowania rzymskiego arystokraty. Wskazuje na ważną rolę pełnioną przez osoby wykształcone i boleje nad upadkiem łaciny oraz kultury na terenach opanowanych przez barbarzyńców, a także zachęca do zdobywania wykształcenia i rozwoju piśmiennictwa oraz czytelnictwa (również wśród kobiet). Znaczną uwagę poświęca konieczności doskonalenia wśród młodzieży sztuki oratorskiej. Wśród cnót Rzymianina godnych pielęgnowania wymienia m.in. roztropność, obyczajność, godność, kulturę czy umiarkowaną surowość.